# Cassandra Extavour
Cassandra Extavour est une généticienne canadienne, chercheuse en biologie organique et évolutive, professeure de biologie moléculaire et cellulaire à l'Université Harvard et chanteuse classique,. Ses recherches portent sur la génétique évolutive et du développement. Elle est connue pour avoir démontré que les cellules germinales s'engagent dans une compétition entre cellules avant de devenir un gamète, ce qui indique que la sélection naturelle peut affecter et modifier le matériel génétique avant que la reproduction sexuelle adulte n'ait lieu,. Elle a également été directrice d'EDEN (Evo-Devo-Eco Network), un projet de recherche collaborative financé par la National Science Foundation qui encourageait les scientifiques travaillant sur des organismes autres que les organismes modèles de laboratoire standard à partager des protocoles et des techniques,,,.

## Enfance
Extavour a décrit le fait de grandir dans un foyer mixte, son père étant originaire de Trinité-et-Tobago et sa mère de Suisse et de Hongrie, comme étant « essentiel » à son identité. Son père est cofondateur d'une célébration canadienne en 1987 de l'héritage du regretté militant américain des droits civiques Martin Luther King Jr. Elle a déclaré qu'elle était « très fière » du rôle de son père dans la transmission du message de King à la communauté noire de Toronto. Son père jouait également dans un groupe afro-caribéen et la mettait sur scène avec lui à l'âge de cinq ans. Il l'a encouragée à apprendre à jouer de la flûte, du violon, du steel pan, de la flûte à bec et des percussions.
Extavour n'a pas réalisé qu'elle avait un don pour les sciences avant le lycée. Ses bons résultats en mathématiques et en sciences l'ont amenée à envisager une carrière scientifique alors qu'elle ne pensait qu'à devenir musicienne ou boulangère. Au départ, elle s’intéressait à la psychologie et aux neurosciences en raison de l’intérêt d’une amie pour ce domaine. Son intérêt pour la génétique du développement a commencé avec un stage d’été dans le laboratoire de Joe Culotti à l’Université de Toronto.

## Carrière scientifique
Extavour obtient un baccalauréat avec distinction de l'Université de Toronto. Sa thèse de doctorat porte sur la sélection des cellules germinales dans les mosaïques génétiques et a été publiée en 2001 dans PNAS.
En 2003, Extavour a mené une étude à l'Université de Cambridge sur les mécanismes de formation des cellules germinales qui a montré que les cellules germinales animales étaient probablement spécifiées par des signaux inductifs plus souvent qu'on ne le pensait auparavant. Cela va à l’encontre de la vision scientifique dominante selon laquelle les cellules germinales animales sont généralement spécifiées par des déterminants hérités de la mère. Lors d'une interview accordée en 2013 au magazine Quanta, elle explique les concepts de cette recherche de la manière suivante : « Avant même qu'il y ait un embryon, le contenu moléculaire de certaines cellules les prédétermine à se développer soit en germe, soit en soma. Dans d'autres organismes, il existe à la place un mécanisme de signalisation : une cellule embryonnaire reçoit des signaux chimiques des cellules voisines qui activent (ou répriment) les gènes qui permettent la fonction de la lignée germinale. »
En 2007, Extavour fonde son laboratoire indépendant au Département de biologie organique et évolutive de l'Université de Harvard en tant que professeure adjointe. Elle fut promue professeure agrégée en 2011 et professeure titulaire en 2014. Certaines recherches d'Extavour au cours de cette période ont montré que les protéines morphogénétiques osseuses (BMP) peuvent aider à induire des cellules germinales primordiales (PGC) dans les premiers stades du développement embryonnaire chez un grillon. Extavour et ses collègues ont pu préciser que deux BMP, BMP8b et BMP4, contribuent à induire des PGC chez cet insecte. Ceci est important, car il s'agit de la première démonstration d'une voie de signalisation spécifique opérant dans l'induction de cellules germinales embryonnaires chez un invertébré.
De 2010 à 2015, Extavour a dirigé un projet national de recherche collaborative appelé EDEN, qui signifie Evo-Devo-Eco (évolution-développement-écologie) Network. L'organisation, financée par la National Science Foundation, a encouragé les scientifiques à développer et à partager des outils et des techniques à utiliser dans un spectre plus large d'organismes que les organismes modèles de laboratoires traditionnellement étudiés,. Extavour estime qu'un certain nombre de questions évolutionnaires profondes ne peuvent pas être répondues en examinant un seul organisme, et espère donc que la science dépassera le paradigme de l'organisme modèle.

## Prix et nominations
- Professeure titulaire au Harvard College, 2020 [17]
- Titulaire du Ellison Medical Foundation New Scholar in Aging Award[18]
- Nommée pour le Joseph R. Levenson Memorial Teaching Prize, un prix décerné chaque année à un professeur principal, à un professeur junior et à un professeur associé de l'Université Harvard[18]
- Nommée pour le Harvard Graduate Women in Science and Engineering Mentoring Award en 2012[18]
- Bénéficiaire d'une bourse de courte durée de l'EMBO en 2001

## Musique
Extavour chante de la musique classique et baroque de manière professionnelle. Elle a une voix de soprano et poursuit sa carrière musicale à temps partiel, tout en étant scientifique à temps plein,. Elle est musicienne et interprète depuis l’âge de cinq ans, et chanteuse classique professionnelle depuis ses années d’études de premier cycle. Elle se produit désormais avec un certain nombre d’organisations professionnelles à l’échelle nationale et internationale,.
Alors qu'elle vivait en Espagne, elle a étudié le chant avec Carlos Mena et David Mason à Madrid, et avec Richard Levitt à Bâle, en Suisse. Elle s'est produite comme soliste avec divers ensembles, notamment Alia Musica à Madrid, Capella de Ministrers à Valence, Capilla Real de Madrid et Emmanuel Music à Boston. Elle a chanté en tant que soliste indépendante au Royaume-Uni, dans des opéras tels que Les Noces de Figaro de Mozart et Hansel et Gretel de Humperdinck. Elle s'est récemment produite en tant que soliste dans la production du Messie de Haendel par la Auckland Choral Society en Nouvelle-Zélande en décembre 2016. Elle chante dans le chœur de la Handel and Haydn Society à Boston.

## Publications
Ses publications les plus citées sont :
- Extavour, CG, M Akam "Mechanisms of germ cell specification across the metazoans: epigenesis and preformation" ''Development'' 2004 Dec125, 130 (24) 589-840[21]. Selon Google Scholar, la publication a été citée 649 fois en date du 27 juin 2020.
- Ewen-Campen, Evelyn E Schwager, and Cassandra GM Extavour, ''The molecular machinery of germ line specification'' Molecular and Cellular Reproduction. Volume 77, Issue 1, pages 3–18, January 2010[22]. Selon Google Scholar, cette publication a été citée 139 fois en date du 27 juin 2020.